# أحمد بيبو
أحمد آدم أحمد محمد (1 سبتمبر 1994 - ) والمعروف باسم أحمد بيبو هو لاعب كرة قدم سوداني. يلعب حالياً كمدافع في المريخ في الدوري السوداني الممتاز.

## الإنجازات

### المريخ
- الدوري السوداني الممتاز (3): 2018، 2018-19، 2019-20.
- كأس السودان (1): 2018.

## وصلات خارجية
- أحمد بيبو على موقع إي إس بي إن إف سي (الإنجليزية)
- أحمد بيبو على موقع قاعدة بيانات كرة القدم.إي يو (الإنجليزية)
- أحمد بيبو على موقع ناشيونال فوتبول تيمز (الإنجليزية)
- أحمد بيبو على موقع Soccerway.com (الإنجليزية)
- أحمد بيبو على موقع عالم كرة القدم.نت (الإنجليزية)